# 丹妮拉·洪格尔
丹妮拉·洪格尔（德語：Daniela Hunger，1972年3月20日—），德国女子游泳运动员。她曾代表东德、德国参加1988年和1992年夏季奥林匹克运动会游泳比赛，获得二枚金牌、一枚银牌和三枚铜牌。